# 4 Heures d'Imola 2024
Navigation
Édition précédente Édition suivante
Les 4 Heures d'Imola 2024, disputées le 7 juillet 2024 sur le circuit d'Imola, sont la vingtième édition de cette course, la cinquième sur un format de quatre heures, et la troisième manche de l'European Le Mans Series 2024.

## Course

### Classement de la course
Voici le classement final au terme de la course.
- Les vainqueurs de chaque catégorie sont signalés par un fond jauni.
- Pour la colonne Pneus, il faut passer le curseur au-dessus du modèle pour connaître le manufacturier de pneumatiques.

| Pos                        | Classe      | no | Écurie                    | Pilotes                                                      | Châssis                            | Pneus | Tours | Temps                |
| Pos                        | Classe      | no | Écurie                    | Pilotes                                                      | Moteur                             | Pneus | Tours | Temps                |
| -------------------------- | ----------- | -- | ------------------------- | ------------------------------------------------------------ | ---------------------------------- | ----- | ----- | -------------------- |
| 1                          | LMP2        | 65 | Panis Racing              | Manuel Maldonado Charles Milesi Arthur Leclerc               | Oreca 07                           | G     | 133   | 4 h 01 mijn 32 s 720 |
| 1                          | LMP2        | 65 | Panis Racing              | Manuel Maldonado Charles Milesi Arthur Leclerc               | Gibson GK428 4,2 l V8 Atmo         | G     | 133   | 4 h 01 mijn 32 s 720 |
| 2                          | LMP2        | 14 | AO par TF                 | Jonny Edgar Louis Delétraz Robert Kubica                     | Oreca 07                           | G     | 133   | + 11 s 357           |
| 2                          | LMP2        | 14 | AO par TF                 | Jonny Edgar Louis Delétraz Robert Kubica                     | Gibson GK428 4,2 l V8 Atmo         | G     | 133   | + 11 s 357           |
| 3                          | LMP2        | 10 | Vector Sport              | Ryan Cullen Stéphane Richelmi Felipe Drugovich               | Oreca 07                           | G     | 133   | + 11 s 621           |
| 3                          | LMP2        | 10 | Vector Sport              | Ryan Cullen Stéphane Richelmi Felipe Drugovich               | Gibson GK428 4,2 l V8 Atmo         | G     | 133   | + 11 s 621           |
| 4                          | LMP2        | 43 | Inter Europol Competition | Sebastián Álvarez (en) Vladislav Lomko Tom Dillmann          | Oreca 07                           | G     | 133   | + 12 s 561           |
| 4                          | LMP2        | 43 | Inter Europol Competition | Sebastián Álvarez (en) Vladislav Lomko Tom Dillmann          | Gibson GK428 4,2 l V8 Atmo         | G     | 133   | + 12 s 561           |
| 5                          | LMP2        | 28 | IDEC Sport                | Marcos Siebert Reshad de Gerus Job van Uitert                | Oreca 07                           | G     | 133   | + 12 s 735           |
| 5                          | LMP2        | 28 | IDEC Sport                | Marcos Siebert Reshad de Gerus Job van Uitert                | Gibson GK428 4,2 l V8 Atmo         | G     | 133   | + 12 s 735           |
| 6                          | LMP2        | 23 | United Autosports         | Bijoy Garg (en) Fabio Scherer Paul di Resta                  | Oreca 07                           | G     | 133   | + 42 s 244           |
| 6                          | LMP2        | 23 | United Autosports         | Bijoy Garg (en) Fabio Scherer Paul di Resta                  | Gibson GK428 4,2 l V8 Atmo         | G     | 133   | + 42 s 244           |
| 7                          | LMP2        | 34 | Inter Europol Competition | Oliver Gray Clément Novalak Luca Ghiotto                     | Oreca 07                           | G     | 133   | + 1 min 01 s 248     |
| 7                          | LMP2        | 34 | Inter Europol Competition | Oliver Gray Clément Novalak Luca Ghiotto                     | Gibson GK428 4,2 l V8 Atmo         | G     | 133   | + 1 min 01 s 248     |
| 8                          | LMP2        | 25 | Algarve Pro Racing        | Matthias Kaiser Olli Caldwell Alexander Lynn                 | Oreca 07                           | G     | 132   | + 1 Tour             |
| 8                          | LMP2        | 25 | Algarve Pro Racing        | Matthias Kaiser Olli Caldwell Alexander Lynn                 | Gibson GK428 4,2 l V8 Atmo         | G     | 132   | + 1 Tour             |
| 9                          | LMP2 Pro/Am | 20 | Algarve Pro Racing        | Kriton Lendoudis (en) Richard Bradley Alex Quinn             | Oreca 07                           | G     | 132   | + 1 Tour             |
| 9                          | LMP2 Pro/Am | 20 | Algarve Pro Racing        | Kriton Lendoudis (en) Richard Bradley Alex Quinn             | Gibson GK428 4,2 l V8 Atmo         | G     | 132   | + 1 Tour             |
| 10                         | LMP2 Pro/Am | 83 | AF Corse                  | François Perrodo Matthieu Vaxivière Alessio Rovera           | Oreca 07                           | G     | 132   | + 1 Tour             |
| 10                         | LMP2 Pro/Am | 83 | AF Corse                  | François Perrodo Matthieu Vaxivière Alessio Rovera           | Gibson GK428 4,2 l V8 Atmo         | G     | 132   | + 1 Tour             |
| 11                         | LMP2 Pro/Am | 29 | Richard Mille par TDS     | Rodrigo Sales Mathias Beche Grégoire Saucy                   | Oreca 07                           | G     | 132   | + 1 Tour             |
| 11                         | LMP2 Pro/Am | 29 | Richard Mille par TDS     | Rodrigo Sales Mathias Beche Grégoire Saucy                   | Gibson GK428 4,2 l V8 Atmo         | G     | 132   | + 1 Tour             |
| 12                         | LMP2        | 30 | Duqueine Team             | Niels Koolen Jean-Baptiste Simmenauer James Allen            | Oreca 07                           | G     | 132   | + 1 Tour             |
| 12                         | LMP2        | 30 | Duqueine Team             | Niels Koolen Jean-Baptiste Simmenauer James Allen            | Gibson GK428 4,2 l V8 Atmo         | G     | 132   | + 1 Tour             |
| 13                         | LMP2 Pro/Am | 19 | Team Virage               | Anthony Wells Matthew Bell Nelson Piquet Jr.                 | Oreca 07                           | G     | 131   | + 2 Tours            |
| 13                         | LMP2 Pro/Am | 19 | Team Virage               | Anthony Wells Matthew Bell Nelson Piquet Jr.                 | Gibson GK428 4,2 l V8 Atmo         | G     | 131   | + 2 Tours            |
| 14                         | LMP2 Pro/Am | 3  | DKR Engineering           | Andres Latorre Canon Cem Bölükbaşı Laurents Hörr             | Oreca 07                           | G     | 131   | + 2 Tours            |
| 14                         | LMP2 Pro/Am | 3  | DKR Engineering           | Andres Latorre Canon Cem Bölükbaşı Laurents Hörr             | Gibson GK428 4,2 l V8 Atmo         | G     | 131   | + 2 Tours            |
| 15                         | LMP2 Pro/Am | 24 | Nielsen Racing            | John Falb Colin Noble Albert Costa                           | Oreca 07                           | G     | 131   | + 2 Tours            |
| 15                         | LMP2 Pro/Am | 24 | Nielsen Racing            | John Falb Colin Noble Albert Costa                           | Gibson GK428 4,2 l V8 Atmo         | G     | 131   | + 2 Tours            |
| 16                         | LMP2 Pro/Am | 21 | United Autosports         | Daniel Schneider Andrew Meyrick Oliver Jarvis                | Oreca 07                           | G     | 130   | + 3 Tours            |
| 16                         | LMP2 Pro/Am | 21 | United Autosports         | Daniel Schneider Andrew Meyrick Oliver Jarvis                | Gibson GK428 4,2 l V8 Atmo         | G     | 130   | + 3 Tours            |
| 17                         | LMP2 Pro/Am | 77 | Proton Competition        | Giorgio Roda Bent Viscaal René Binder                        | Oreca 07                           | G     | 130   | + 3 Tours            |
| 17                         | LMP2 Pro/Am | 77 | Proton Competition        | Giorgio Roda Bent Viscaal René Binder                        | Gibson GK428 4,2 l V8 Atmo         | G     | 130   | + 3 Tours            |
| 18                         | LMP2        | 47 | COOL Racing               | Carl Bennett Ferdinand Habsburg Frederik Vesti               | Oreca 07                           | G     | 130   | + 3 Tours            |
| 18                         | LMP2        | 47 | COOL Racing               | Carl Bennett Ferdinand Habsburg Frederik Vesti               | Gibson GK428 4,2 l V8 Atmo         | G     | 130   | + 3 Tours            |
| 19                         | LMP2        | 22 | United Autosports         | Filip Ugran Marino Sato Benjamin Hanley                      | Oreca 07                           | G     | 130   | + 3 Tours            |
| 19                         | LMP2        | 22 | United Autosports         | Filip Ugran Marino Sato Benjamin Hanley                      | Gibson GK428 4,2 l V8 Atmo         | G     | 130   | + 3 Tours            |
| 20                         | LMP2        | 27 | Nielsen Racing            | David Heinemeier Hansson Nicolás Pino William Stevens        | Oreca 07                           | G     | 128   | + 5 Tours            |
| 20                         | LMP2        | 27 | Nielsen Racing            | David Heinemeier Hansson Nicolás Pino William Stevens        | Gibson GK428 4,2 l V8 Atmo         | G     | 128   | + 5 Tours            |
| 21                         | LMP3        | 11 | Eurointernational         | Matthew Bell Adam Ali (en)                                   | Ligier JS P320                     | M     | 125   | + 8 Tours            |
| 21                         | LMP3        | 11 | Eurointernational         | Matthew Bell Adam Ali (en)                                   | Nissan VK56 5,6 l V8 Atmo          | M     | 125   | + 8 Tours            |
| 22                         | LMP3        | 8  | Team Virage               | Julien Gerbi Bernardo Pinheiro (en) Gillian Henrion (en)     | Ligier JS P320                     | M     | 125   | + 8 Tours            |
| 22                         | LMP3        | 8  | Team Virage               | Julien Gerbi Bernardo Pinheiro (en) Gillian Henrion (en)     | Nissan VK56 5,6 l V8 Atmo          | M     | 125   | + 8 Tours            |
| 23                         | LMP3        | 35 | Ultimate                  | Paul Lanchere Jean-Baptiste Lahaye (de) Matthieu Lahaye      | Ligier JS P320                     | M     | 124   | + 9 Tours            |
| 23                         | LMP3        | 35 | Ultimate                  | Paul Lanchere Jean-Baptiste Lahaye (de) Matthieu Lahaye      | Nissan VK56 5,6 l V8 Atmo          | M     | 124   | + 9 Tours            |
| 24                         | LMP3        | 15 | RLR Msport                | Michael Jensen Nick Adcock Gaël Julien (en)                  | Ligier JS P320                     | M     | 124   | + 9 Tours            |
| 24                         | LMP3        | 15 | RLR Msport                | Michael Jensen Nick Adcock Gaël Julien (en)                  | Nissan VK56 5,6 l V8 Atmo          | M     | 124   | + 9 Tours            |
| 25                         | LMP3        | 12 | WTM par Rinaldi Racing    | Torsten Kratz Leonard Weiss Óscar Tunjo                      | Duqueine M30-D08                   | M     | 124   | + 9 Tours            |
| 25                         | LMP3        | 12 | WTM par Rinaldi Racing    | Torsten Kratz Leonard Weiss Óscar Tunjo                      | Nissan VK56 5,6 l V8 Atmo          | M     | 124   | + 9 Tours            |
| 26                         | LMP3        | 4  | DKR Engineering           | Alexander Mattschull (de) Belén García Wyatt Brichacek (en)  | Duqueine M30-D08                   | M     | 124   | + 9 Tours            |
| 26                         | LMP3        | 4  | DKR Engineering           | Alexander Mattschull (de) Belén García Wyatt Brichacek (en)  | Nissan VK56 5,6 l V8 Atmo          | M     | 124   | + 9 Tours            |
| 27                         | LMP3        | 5  | RLR Msport                | James Dayson Daniel Ali Bailey Voisin (en)                   | Ligier JS P320                     | M     | 123   | + 10 Tours           |
| 27                         | LMP3        | 5  | RLR Msport                | James Dayson Daniel Ali Bailey Voisin (en)                   | Nissan VK56 5,6 l V8 Atmo          | M     | 123   | + 10 Tours           |
| 28                         | LMGT3       | 85 | Iron Dames                | Sarah Bovy Rahel Frey Michelle Gatting                       | Porsche 911 GT3 R LMGT3            | G     | 123   | + 10 Tours           |
| 28                         | LMGT3       | 85 | Iron Dames                | Sarah Bovy Rahel Frey Michelle Gatting                       | Porsche M97/80 4,2 L Flat Six Atmo | G     | 123   | + 10 Tours           |
| 29                         | LMGT3       | 59 | Racing Spirit of Léman    | Derek DeBoer Casper Stevenson (en) Valentin Hasse-Clot (de)  | Aston Martin Vantage AMR LMGT3     | G     | 123   | + 10 Tours           |
| 29                         | LMGT3       | 59 | Racing Spirit of Léman    | Derek DeBoer Casper Stevenson (en) Valentin Hasse-Clot (de)  | Aston Martin M177 4,0 L V8 Turbo   | G     | 123   | + 10 Tours           |
| 30                         | LMP3        | 17 | COOL Racing               | Miguel Cristóvão Cédric Oltramare Manuel Espírito Santo (en) | Ligier JS P320                     | M     | 123   | + 10 Tours           |
| 30                         | LMP3        | 17 | COOL Racing               | Miguel Cristóvão Cédric Oltramare Manuel Espírito Santo (en) | Nissan VK56 5,6 l V8 Atmo          | M     | 123   | + 10 Tours           |
| 31                         | LMGT3       | 63 | Iron Lynx                 | Hiroshi Hamaguchi (en) Axcil Jefferies Andrea Caldarelli     | Lamborghini Huracan LMGT3 Evo2     | G     | 123   | + 10 Tours           |
| 31                         | LMGT3       | 63 | Iron Lynx                 | Hiroshi Hamaguchi (en) Axcil Jefferies Andrea Caldarelli     | Lamborghini DGF 5,2 L V10 Atmo     | G     | 123   | + 10 Tours           |
| 32                         | LMGT3       | 57 | Kessel Racing             | Takeshi Kimura Esteban Masson Daniel Serra                   | Ferrari 296 LMGT3                  | G     | 123   | + 10 Tours           |
| 32                         | LMGT3       | 57 | Kessel Racing             | Takeshi Kimura Esteban Masson Daniel Serra                   | Ferrari F163 3,0 L V6 Turbo        | G     | 123   | + 10 Tours           |
| 33                         | LMGT3       | 97 | Grid Motorsport par TF    | Martin Berry Lorcan Hanafin Jonathan Adam                    | Aston Martin Vantage AMR LMGT3     | G     | 123   | + 10 Tours           |
| 33                         | LMGT3       | 97 | Grid Motorsport par TF    | Martin Berry Lorcan Hanafin Jonathan Adam                    | Aston Martin M177 4,0 L V8 Turbo   | G     | 123   | + 10 Tours           |
| 34                         | LMGT3       | 51 | AF Corse                  | Charles-Henri Samani Emmanuel Collard Nicolás Varrone (en)   | Ferrari 296 LMGT3                  | G     | 122   | + 11 Tours           |
| 34                         | LMGT3       | 51 | AF Corse                  | Charles-Henri Samani Emmanuel Collard Nicolás Varrone (en)   | Ferrari F163 3,0 L V6 Turbo        | G     | 122   | + 11 Tours           |
| 35                         | LMGT3       | 86 | GR Racing                 | Michael Wainwright Riccardo Pera Davide Rigon                | Ferrari 296 LMGT3                  | G     | 122   | + 11 Tours           |
| 35                         | LMGT3       | 86 | GR Racing                 | Michael Wainwright Riccardo Pera Davide Rigon                | Ferrari F163 3,0 L V6 Turbo        | G     | 122   | + 11 Tours           |
| 36                         | LMGT3       | 55 | Spirit of Race            | Duncan Cameron David Perel Matthew Griffin                   | Ferrari 296 LMGT3                  | G     | 122   | + 11 Tours           |
| 36                         | LMGT3       | 55 | Spirit of Race            | Duncan Cameron David Perel Matthew Griffin                   | Ferrari F163 3,0 L V6 Turbo        | G     | 122   | + 11 Tours           |
| 37                         | LMGT3       | 50 | Formula Racing            | Johnny Laursen (en) Conrad Laursen Nicklas Nielsen           | Ferrari 296 LMGT3                  | G     | 122   | + 11 Tours           |
| 37                         | LMGT3       | 50 | Formula Racing            | Johnny Laursen (en) Conrad Laursen Nicklas Nielsen           | Ferrari F163 3,0 L V6 Turbo        | G     | 122   | + 11 Tours           |
| 38                         | LMGT3       | 66 | JMW Motorsport            | John Hartshorne Ben Tuck Phil Keen                           | Ferrari 296 LMGT3                  | G     | 120   | + 13 Tours           |
| 38                         | LMGT3       | 66 | JMW Motorsport            | John Hartshorne Ben Tuck Phil Keen                           | Ferrari F163 3,0 L V6 Turbo        | G     | 120   | + 13 Tours           |
| 39                         | LMGT3       | 60 | Proton Competition        | Claudio Schiavoni Matteo Cressoni Julien Andlauer            | Porsche 911 GT3 R LMGT3            | G     | 120   | + 13 Tours           |
| 39                         | LMGT3       | 60 | Proton Competition        | Claudio Schiavoni Matteo Cressoni Julien Andlauer            | Porsche M97/80 4,2 L Flat Six Atmo | G     | 120   | + 13 Tours           |
| 40                         | LMP3        | 88 | Inter Europol Competition | Alexander Bukhantsov Kai Askey Pedro Perino                  | Ligier JS P320                     | M     | 107   | + 26 Tours           |
| 40                         | LMP3        | 88 | Inter Europol Competition | Alexander Bukhantsov Kai Askey Pedro Perino                  | Nissan VK56 5,6 l V8 Atmo          | M     | 107   | + 26 Tours           |
| Non classé                 |             |    |                           |                                                              |                                    |       |       |                      |
|                            | LMP2        | 9  | Iron Lynx – Proton        | Jonas Ried Macéo Capietto Matteo Cairoli                     | Oreca 07                           | G     | 120   |                      |
| Gibson GK428 4,2 l V8 Atmo | LMP2        | 9  | Iron Lynx – Proton        | Jonas Ried Macéo Capietto Matteo Cairoli                     |                                    | G     | 120   |                      |
|                            | LMP3        | 31 | Racing Spirit of Léman    | Jacques Wolff Jean-Ludovic Foubert Antoine Doquin            | Ligier JS P320                     | M     | 104   |                      |
| Nissan VK56 5,6 l V8 Atmo  | LMP3        | 31 | Racing Spirit of Léman    | Jacques Wolff Jean-Ludovic Foubert Antoine Doquin            |                                    | M     | 104   |                      |
|                            | LMP2        | 37 | COOL Racing               | Lorenzo Fluxá Malthe Jakobsen Paul-Loup Chatin               | Oreca 07                           | G     | 72    |                      |
| Gibson GK428 4,2 l V8 Atmo | LMP2        | 37 | COOL Racing               | Lorenzo Fluxá Malthe Jakobsen Paul-Loup Chatin               |                                    | G     | 72    |                      |

## Pole position et record du tour
- Pole position :
- Meilleur tour en course :

## À noter
- Longueur du circuit :
- Distance parcourue par les vainqueurs :